# Hanna Onkovich

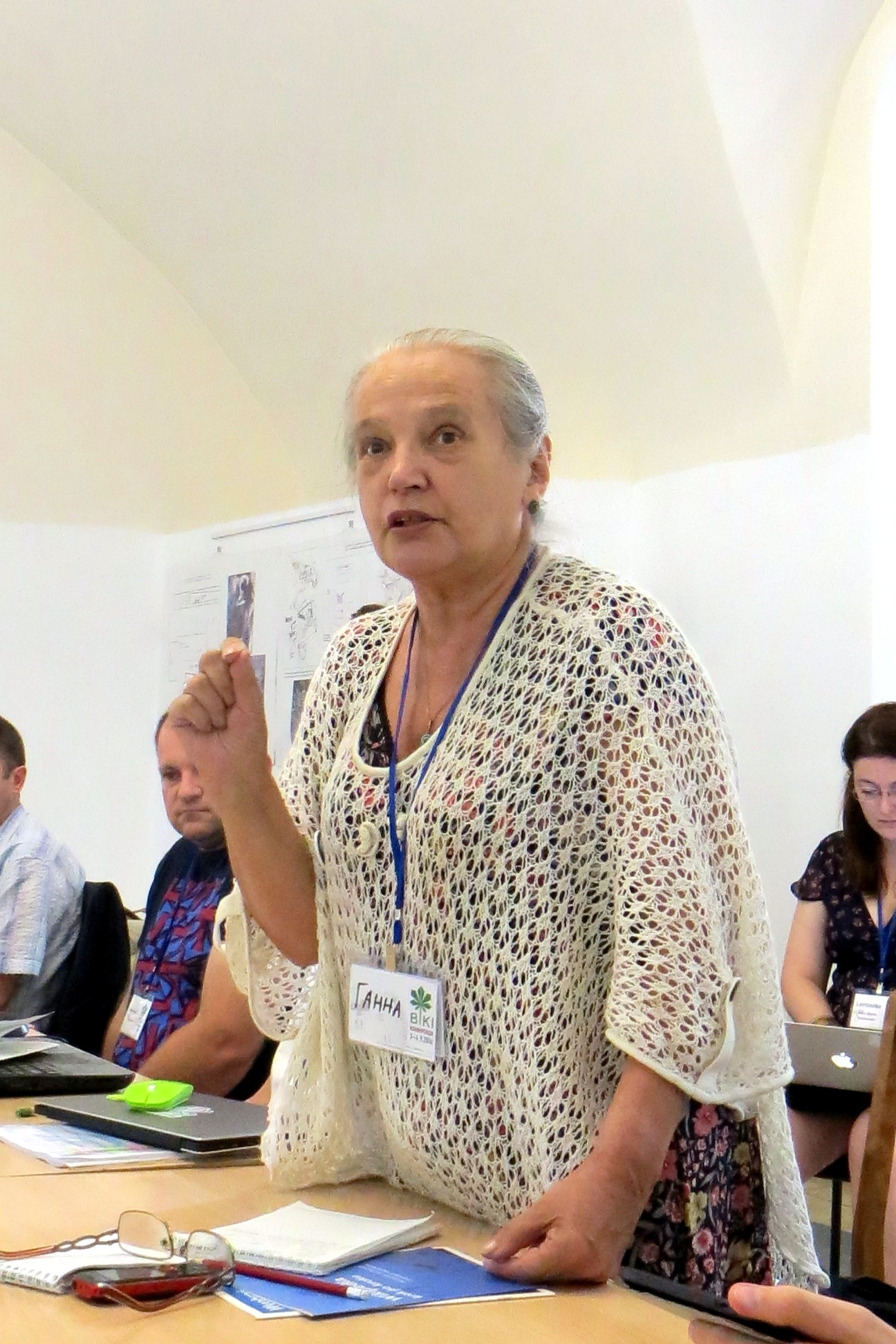
Hanna Onkovich.

Hanna Onkovich (ur. 1 stycznia 1944 r. w Szagajewie, Obwód niżnonowogrodzki, Rosyjska Federacyjna Socjalistyczna Republika Radziecka) to ukraińska naukowiec, doktor nauk pedagogicznych, profesor, kierownik Katedry Teorii i Metodologii Edukacji Humanitarnej Instytutu Szkolnictwa Wyższego Akademii Narodowej Nauk Pedagogicznych Ukrainy (Kijów), znany ukraiński językoznawca, nauczyciel mediów, badacz w dziedzinie edukacji medialnej. Zajmuje się problematyką dydaktyki mediów (głównie w oparciu o materiały prasowe i źródła internetowe). Autor wielu publikacji z zakresu edukacji medialnej, dydaktyki języków, ukrainistyki i pedagogiki szkół wyższych. Uczestnik i organizator szeregu międzynarodowych konferencji naukowych z zakresu pedagogiki, kultury medialnej, dziennikarstwa i edukacji medialnej. Członek donieckiego oddziału Towarzystwo Naukowe im. Szewczenki (2018).

## Praca twórcza
H. V. Onkovich jest autorem i współautorem ponad 20 monografii, 25 podręczników i programów edukacyjnych. Jest autorką ponad 670 prac naukowych, edukacyjnych i naukowo-metodycznych (filologia, dziennikarstwo, metody nauczania języka obcego, pedagogika, ukrainistyka, edukacja medialna, dydaktyka mediów), uczestniczka szeregu konferencji międzynarodowych na Ukrainie, Białorusi, Bułgarii, Gruzji, Estonii, Chinach, Łotwie, Mołdawii, Niemczech, Polsce, Rosji, USA, Turcji, Węgrzech, Uzbekistanie, Finlandii, Francji, Chorwacji. Członek komitetu organizacyjnego z Ukrainy European Conference on Information Literacy.
Niektóre prace wspierane są przez International Renaissance Foundation, w szczególności książka „Język ukraiński dla studentów zagranicznych” jest zwycięzcą konkursu na transformację edukacji humanitarnej na Ukrainie zorganizowanego przez Międzynarodowa Fundacja Renesansu
H. V. Onkovich — promotor naukowy 22 kandydatów objętych ochroną i konsultant dwóch chronionych prac doktorskich.